# Urbain Hémard
Urbain Hémard (né à Entraygues-sur-Truyère dans l’Aveyron vers 1548 et mort le 14 octobre 1592 à Estaing) est un médecin et dentiste français.

## Biographie
Il fait ses études à l'université de Montpellier et s’établit à Rodez où il exerce les fonctions de lieutenant du Premier chirurgien du Roi,.
Lorsqu’en 1589, il va à Aix-la-Chapelle, alors désolé par la peste, il est félicité par Antoine Davin, médecin du Roi.
C’est à Rodez où il est depuis 1529, que l’évêque Georges d'Armagnac (1501-1584) souffrant de douleurs dentaires fait appel à lui.
Hémard reste pendant dix ans au service du Cardinal d’Armagnac qui, souffrant de violentes rages de dents, « lui demande les causes et raisons d’une si forte douleur. »
En 1582, Hémard dédie au cardinal son livre Recherche de la vraye anathomie des dents, nature et propriété d’icelles précédé d'un Essay sur les dents.
Profitant de sa notoriété, il occupe deux fois le poste de consul, en 1581 et en 1589, mais, en 1589, il trahit la confiance de ses concitoyens en prenant le parti des Ligueurs contre celui des royalistes. Banni, il trouve refuge à Estaing et y meurt le 14 octobre 1592, à moins de cinquante ans.